# Krišovská Liesková
Krišovská Liesková je obec na Slovensku. Nachází se v Košickém kraji, v okrese Michalovce. Obec má rozlohu 15,4 km2 a leží v nadmořské výšce 102 m. V roce 2011 v obci žilo 918 obyvatel.  První písemná zmínka o obci pochází z roku 1321.